# Liga de Hungría de balonmano femenino
La Liga de Hungría de balonmano femenino es la máxima competición de balonmano femenino de Hungría. Se disputa desde 1951.

## Clubes 2024/25
- Debreceni VSC
- Dunaújvárosi Kohász KA
- Alba Fehérvár KC
- Békéscsabai Előre NKSE
- Ferencvárosi TC
- Győri ETO KC
- Kisvárdai KC
- Mosonmagyaróvári KC SE
- MTK Budapest
- Esztergom Handball
- Budaörs Handball
- Szombathelyi KKA
- Váci NKSE
- Vasas SC

## Palmarés
- 1951 : Csepel
- 1952 : Vörös Meteor
- 1953 : Debreceni Petőfi
- 1954 : Csepel
- 1955 : Debreceni VSC
- 1956 : Csepel
- 1957 : Győri ETO
- 1958 : Miskolci VSC
- 1959 : Győri ETO
- 1960 : Budapesti Spartacus SC
- 1961 : Budapesti Spartacus SC
- 1962 : Budapesti Spartacus SC
- 1963 : Budapesti Spartacus SC
- 1964 : Budapesti Spartacus SC
- 1965 : Budapesti Spartacus SC
- 1966 : Ferencváros
- 1967 : Budapesti Spartacus SC
- 1968 : Ferencváros
- 1969 : Ferencváros
- 1970 : Bakony Vegyész
- 1971 : Ferencváros
- 1972 : Vasas SC
- 1973 : Vasas SC
- 1974 : Vasas SC
- 1975 : Vasas SC
- 1976 : Vasas SC
- 1977 : Vasas SC
- 1978 : Vasas SC
- 1979 : Vasas SC
- 1980 : Vasas SC
- 1981 : Vasas SC
- 1982 : Vasas SC
- 1983 : Budapesti Spartacus SC
- 1984 : Vasas SC
- 1985 : Vasas SC
- 1986 : Budapesti Spartacus SC
- 1987 : Debreceni VSC
- 1989 : Bp. Építők
- 1990 : Bp. Építők
- 1991 : Hargita KC
- 1992 : Vasas SC
- 19¡93 : Vasas SC
- 1994 : Ferencváros
- 1995 : Ferencváros
- 1996 : Ferencváros
- 1997 : Ferencváros
- 1998 : Dunaferr NK
- 1999 : Dunaferr NK
- 2000 : Ferencváros
- 2001 : Dunaferr NK
- 2002 : Ferencváros
- 2003 : Dunaferr NK
- 2004 : Dunaferr NK
- 2005 : Győri ETO
- 2006 : Győri ETO
- 2007 : Ferencváros
- 2008 : Győri ETO
- 2009 : Győri ETO
- 2010 : Győri ETO
- 2011 : Győri ETO
- 2012 : Győri ETO
- 2013 : Győri ETO
- 2014 : Győri ETO
- 2015 : Ferencváros
- 2016 : Győri ETO
- 2017 : Győri ETO
- 2018 : Győri ETO
- 2019 : Győri ETO
- 2020 : Sin ganador
- 2021 : Ferencváros
- 2022 : Győri ETO
- 2023 : Győri ETO
- 2024 : Ferencváros
- 2025 : Győri ETO